# I've Just Lost Somebody
I've Just Lost Somebody is een nummer van de Nederlandse band Golden Earrings. Het nummer verscheen op hun album Miracle Mirror uit 1968. In april van dat jaar werd het nummer uitgebracht als de eerste single van het album.

## Achtergrond
I've Just Lost Somebody is geschreven door basgitarist Rinus Gerritsen, maar toegeschreven aan Gerritsen en gitarist George Kooymans, en is geproduceerd door Freddy Haayen. In het nummer vertelt de zanger dat zijn ex-vriendin na een korte relatie alweer uit zijn leven is verdwenen, maar dat hij nog wel over haar wil blijven dromen. Ter promotie van de single werd een clip opgenomen, waarin een optreden uit het televisieprogramma Moef Ga Ga, uitgezonden op 3 april 1968, te zien is. De opnames van deze clip vonden plaats in de buurt van Het Scheepvaartmuseum in Amsterdam. De single werd een hit in Nederland met een zevende plaats in de Top 40 en een achtste plaats in de Parool Top 20.
In 2005 werd een liveversie van I've Just Lost Somebody uitgebracht ter promotie van het album Naked III, waarop zanger Barry Hay het aankondigt als een "gouwe ouwe song van Rinus". De single werd opgedragen aan een fan van de band die om het leven kwam nadat een groep jongeren vanaf een viaduct een steen door de ruit van haar auto gooide. De single werd uitgebracht in twee delen. Op 28 januari verscheen een single met op de B-kant liveversies van Twilight Zone en Johnny Make Believe en op 11 februari verscheen een single met liveversies van Save Your Skin en Paradise in Distress en de originele versie van I've Just Lost Somebody op de B-kant. Deze livenummers werden allemaal gespeeld tijdens het Naked III-concert, maar verschenen niet op het bijbehorende album. In de Top 40 bereikte deze single de dertiende plaats, terwijl in de Single Top 100 de studioversie werd overtroffen met een vijfde plaats als hoogste notering.

## Hitnoteringen

### Studioversie

#### Nederlandse Top 40
| Hitnotering: 6 april 1968 t/m 25 mei 1968 | Hitnotering: 6 april 1968 t/m 25 mei 1968 | Hitnotering: 6 april 1968 t/m 25 mei 1968 | Hitnotering: 6 april 1968 t/m 25 mei 1968 | Hitnotering: 6 april 1968 t/m 25 mei 1968 | Hitnotering: 6 april 1968 t/m 25 mei 1968 | Hitnotering: 6 april 1968 t/m 25 mei 1968 | Hitnotering: 6 april 1968 t/m 25 mei 1968 | Hitnotering: 6 april 1968 t/m 25 mei 1968 | Hitnotering: 6 april 1968 t/m 25 mei 1968 |
| Week                                      | 1                                         | 2                                         | 3                                         | 4                                         | 5                                         | 6                                         | 7                                         | 8                                         |                                           |
| ----------------------------------------- | ----------------------------------------- | ----------------------------------------- | ----------------------------------------- | ----------------------------------------- | ----------------------------------------- | ----------------------------------------- | ----------------------------------------- | ----------------------------------------- | ----------------------------------------- |
| Positie                                   | 23                                        | 15                                        | 12                                        | 8                                         | 7                                         | 11                                        | 22                                        | 39                                        | uit                                       |

#### Parool Top 20
| Hitnotering: 20 april 1968 t/m 18 mei 1968 | Hitnotering: 20 april 1968 t/m 18 mei 1968 | Hitnotering: 20 april 1968 t/m 18 mei 1968 | Hitnotering: 20 april 1968 t/m 18 mei 1968 | Hitnotering: 20 april 1968 t/m 18 mei 1968 | Hitnotering: 20 april 1968 t/m 18 mei 1968 | Hitnotering: 20 april 1968 t/m 18 mei 1968 |
| Week                                       | 1                                          | 2                                          | 3                                          | 4                                          | 5                                          |                                            |
| ------------------------------------------ | ------------------------------------------ | ------------------------------------------ | ------------------------------------------ | ------------------------------------------ | ------------------------------------------ | ------------------------------------------ |
| Positie                                    | 17                                         | 8                                          | 8                                          | 12                                         | 16                                         | uit                                        |

#### NPO Radio 2 Top 2000
| Nummer met noteringen in de NPO Radio 2 Top 2000 | '05 | '06 | '07 | '08  | '09 | '10  | '11  | '12  | '13  | '14  | '15  | '16  | '17  | '18 | '19  | '20 | '21  | '22  | '23  |
| ------------------------------------------------ | --- | --- | --- | ---- | --- | ---- | ---- | ---- | ---- | ---- | ---- | ---- | ---- | --- | ---- | --- | ---- | ---- | ---- |
| I've Just Lost Somebody                          | 799 | 616 | 842 | 1075 | 952 | 1041 | 1025 | 1437 | 1300 | 1498 | 1587 | 1865 | 1812 | -   | 1963 | -   | 1046 | 1866 | 1961 |

1. ↑  Een '-' betekent dat het nummer niet was genoteerd en een vetgedrukt getal geeft de hoogste notering aan.
2. ↑  2005 was het eerste jaar met een notering voor dit nummer.
3. ↑  Deze tabel is bijgewerkt tot en met de laatste editie (2024).

#### Evergreen Top 1000
| Evergreen Top 1000 "I've just lost somebody" | Evergreen Top 1000 "I've just lost somebody" | Evergreen Top 1000 "I've just lost somebody" | Evergreen Top 1000 "I've just lost somebody" | Evergreen Top 1000 "I've just lost somebody" | Evergreen Top 1000 "I've just lost somebody" | Evergreen Top 1000 "I've just lost somebody" | Evergreen Top 1000 "I've just lost somebody" | Evergreen Top 1000 "I've just lost somebody" | Evergreen Top 1000 "I've just lost somebody" | Evergreen Top 1000 "I've just lost somebody" | Evergreen Top 1000 "I've just lost somebody" | Evergreen Top 1000 "I've just lost somebody" | Evergreen Top 1000 "I've just lost somebody" | Evergreen Top 1000 "I've just lost somebody" | Evergreen Top 1000 "I've just lost somebody" | Evergreen Top 1000 "I've just lost somebody" |
| Jaar                                         | 2008                                         | 2009                                         | 2010                                         | 2011                                         | 2012                                         | 2013                                         | 2014                                         | 2015                                         | 2016                                         | 2017                                         | 2018                                         | 2019                                         | 2020                                         | 2021                                         | 2022                                         | 2023                                         |
| -------------------------------------------- | -------------------------------------------- | -------------------------------------------- | -------------------------------------------- | -------------------------------------------- | -------------------------------------------- | -------------------------------------------- | -------------------------------------------- | -------------------------------------------- | -------------------------------------------- | -------------------------------------------- | -------------------------------------------- | -------------------------------------------- | -------------------------------------------- | -------------------------------------------- | -------------------------------------------- | -------------------------------------------- |
| Positie                                      | -                                            | -                                            | -                                            | -                                            | -                                            | -                                            | -                                            | 257                                          | 199                                          | 252                                          | 183                                          | 142                                          | 207                                          | 104                                          | 143                                          | 136                                          |

### Liveversie

#### Nederlandse Top 40
| Hitnotering: 19 februari 2005 t/m 12 maart 2005 | Hitnotering: 19 februari 2005 t/m 12 maart 2005 | Hitnotering: 19 februari 2005 t/m 12 maart 2005 | Hitnotering: 19 februari 2005 t/m 12 maart 2005 | Hitnotering: 19 februari 2005 t/m 12 maart 2005 | Hitnotering: 19 februari 2005 t/m 12 maart 2005 |
| Week                                            | 1                                               | 2                                               | 3                                               | 4                                               |                                                 |
| ----------------------------------------------- | ----------------------------------------------- | ----------------------------------------------- | ----------------------------------------------- | ----------------------------------------------- | ----------------------------------------------- |
| Positie                                         | 15                                              | 13                                              | 18                                              | 26                                              | uit                                             |

#### Single Top 100
| Hitnotering: 12 februari 2005 t/m 16 april 2005 | Hitnotering: 12 februari 2005 t/m 16 april 2005 | Hitnotering: 12 februari 2005 t/m 16 april 2005 | Hitnotering: 12 februari 2005 t/m 16 april 2005 | Hitnotering: 12 februari 2005 t/m 16 april 2005 | Hitnotering: 12 februari 2005 t/m 16 april 2005 | Hitnotering: 12 februari 2005 t/m 16 april 2005 | Hitnotering: 12 februari 2005 t/m 16 april 2005 | Hitnotering: 12 februari 2005 t/m 16 april 2005 | Hitnotering: 12 februari 2005 t/m 16 april 2005 | Hitnotering: 12 februari 2005 t/m 16 april 2005 | Hitnotering: 12 februari 2005 t/m 16 april 2005 |
| Week                                            | 1                                               | 2                                               | 3                                               | 4                                               | 5                                               | 6                                               | 7                                               | 8                                               | 9                                               | 10                                              |                                                 |
| ----------------------------------------------- | ----------------------------------------------- | ----------------------------------------------- | ----------------------------------------------- | ----------------------------------------------- | ----------------------------------------------- | ----------------------------------------------- | ----------------------------------------------- | ----------------------------------------------- | ----------------------------------------------- | ----------------------------------------------- | ----------------------------------------------- |
| Positie                                         | 5                                               | 6                                               | 7                                               | 7                                               | 16                                              | 22                                              | 44                                              | 52                                              | 50                                              | 76                                              | uit                                             |

Discografie